# Tanja Geke
Tanja Geke (* 10. April 1971 in Berlin) ist eine deutsche Schauspielerin und Hörspielsprecherin, Sängerin, Hörbuch- und Synchronsprecherin. Sie ist unter anderem die deutsche Stimme von Cécile de France und Zoë Saldaña.

## Leben
Tanja Geke machte im Jahr 1990 ihr Abitur am Walther-Rathenau-Gymnasium in Berlin. Danach folgte von August 1990 bis Juni 1991 ein Aufenthalt als Au-pair in Stockholm. Von 1991 bis 1995 studierte sie an der Freien Universität Berlin Biologie, danach bis 1997 an der Schauspielschule von Maria Körber in Berlin Schauspiel. Ihr Abschlussstück war die Rolle der Estelle in dem Stück Geschlossene Gesellschaft von Jean-Paul Sartre. Seit 2007 ist sie auch Mitglied des Musik-Projektes LongTriggerMusic des Berliner Produzentenduos Barks & Crock.

## Rollen
- 1997–2000: Dr. Sommerfeld – Neues vom Bülowbogen (Fernsehserie) als Laborassistentin Sabine
- ab 1998: Fernsehrollen in Happy Birthday, Plötzlich und unerwartet, Ein viel zu hoher Preis, Rosa Roth – Tod eines Bullen

## Synchronrollen (Auswahl)
Zoë Saldaña
- 2001: Ran an die Braut, Rolle: Maggie
- 2003: Fluch der Karibik, Rolle: Anamaria
- 2004: Terminal, Rolle: Officer Torres
- 2005: Guess Who – Meine Tochter kriegst du nicht!, Rolle: Theresa Jones
- 2008: 8 Blickwinkel, Rolle: Angie
- 2009: Star Trek, Rolle: Nyota Uhura
- 2009: Avatar – Aufbruch nach Pandora, Rolle: Neytiri
- 2010: Sterben will gelernt sein, Rolle: Elaine Barnes
- 2010: Takers – The Final Job, Rolle: Lily
- 2010: The Losers, Rolle: Aisha
- 2013: Der Dieb der Worte, Rolle: Dora Jansen
- 2013: Auge um Auge, Rolle: Lena Taylor
- 2013: Blood Ties, Rolle: Vanessa
- 2013: Star Trek Into Darkness, Rolle: Nyota Uhura
- 2014: Guardians of the Galaxy, Rolle: Gamora
- 2016: Live by Night, Rolle: Graciela Suarez
- 2016: Nina, Rolle: Nina Simone
- 2016: Star Trek Beyond, Rolle: Nyota Uhura
- 2017: Guardians of the Galaxy Vol. 2, Rolle: Gamora
- 2017: I Kill Giants, Rolle: Mrs. Mollé
- 2018: Avengers: Infinity War, Rolle: Gamora
- 2019: Avengers: Endgame, Rolle: Gamora
- 2020: Vampires vs. the Bronx, Rolle: Becky
- 2022: The Adam Project, Rolle: Laura
- 2023: Guardians of the Galaxy Vol. 3, Rolle: Gamora
- 2024: Emilia Pérez, Rolle: Rita

Judy Greer
- 2004: 30 über Nacht, Rolle: Lucy Wyman
- 2004: The Village – Das Dorf, Rolle: Kitty Walker
- 2005: Elizabethtown, Rolle: Heather Baylor
- 2005: Verflucht, Rolle: Joanie
- 2006: American Dreamz – Alles nur Show, Rolle: Accordo
- 2008: 27 Dresses, Rolle: Casey
- 2010: Love and other Drugs – Nebenwirkung inklusive, Rolle: Cindy
- 2010: Marmaduke, Rolle: Debbie Winslow
- 2011: The Descendants – Familie und andere Angelegenheiten, Rolle: Julie Speer
- 2011: Jeff, der noch zu Hause lebt, Rolle: Linda
- 2012: Kiss the Coach, Rolle: Barb
- 2012–2013, 2015: Two and a Half Men (Fernsehserie), Rolle: Bridget Schmidt
- 2015: Grandma, Rolle: Olivia
- 2015: Jurassic World, Rolle: Karen Mitchell
- 2016: Alles was wir hatten, Rolle: Patti
- 2016: Ordinary World – Eine ganz normale Rockstar-Welt, Rolle: Christy
- 2017: Unsere Seelen bei Nacht, Rolle: Holly
- 2017: Wilson – Der Weltverbesserer, Rolle: Shelley
- 2018: Halloween, Rolle: Karen
- 2018: Measure of a Man – Ein fetter Sommer, Rolle: Lenore Marks
- 2018–2020: Kidding (Fernsehserie), Rolle: Jill
- 2020: Uncle Frank, Rolle: Kitty Bledsoe
- 2021: Halloween Kills, Rolle: Karen Nelson
- 2022: Three Months, Rolle: Suzanne

Cécile de France
- 2002: L’auberge espagnole, Rolle: Isabelle
- 2004: In 80 Tagen um die Welt, Rolle: Monique La Roche
- 2005: L’auberge espagnole – Wiedersehen in St. Petersburg, Rolle: Isabelle
- 2006: Ein perfekter Platz, Rolle: Jessica
- 2007: Ein Geheimnis, Rolle: Tania Stirn/Grimbert
- 2008: Public Enemy No. 1 – Mordinstinkt, Rolle: Jeanne Schneider
- 2009: Sœur Sourire – Die singende Nonne, Rolle: Jeannine Deckers / Sœur Sourire
- 2010: Off Limits – Wir sind das Gesetz, Rolle: Julie
- 2011: Der Junge mit dem Fahrrad, Rolle: Samantha
- 2011: Der Kuss des Schmetterlings, Rolle: Alice
- 2012: Superstar, Rolle: Fleur Arnaud
- 2013: Die Möbius-Affäre, Rolle: Alice
- 2013: Beziehungsweise New York, Rolle: Isabelle
- 2016: The Young Pope (Fernsehserie), Rolle: Sofia Dubois
- 2017: Django – Ein Leben für die Musik, Rolle: Louise de Klerk
- 2017: Eine bretonische Liebe, Rolle: Anna Levkine
- 2018: Der Preis der Versuchung, Rolle: Madame de la Pommeraye
- 2019: Rebellinnen – Leg’ dich nicht mit ihnen an!, Rolle: Sandra Dréant
- 2019–2020: The New Pope (Fernsehserie), Rolle: Sofia Dubois
- 2021: In Liebe lassen, Rolle: Eugénie
- 2021: Verlorene Illusionen, Rolle: Louise de Bargeton
- 2022: Wild wie das Meer, Rolle: Chiara

Rani Mukerji
- 1998: Und ganz plötzlich ist es Liebe …, Rolle: Tina Malhotra
- 2001: In guten wie in schweren Tagen, Rolle: Naina Kapoor
- 2002: Beste Freunde küsst man nicht!, Rolle: Pooja Sahani
- 2002: Saathiya, Rolle: Suhani Sharma
- 2003: Chalte Chalte – Wohin das Schicksal uns führt, Rolle: Priya Chopra
- 2004: Veer und Zaara – Die Legende einer Liebe, Rolle: Saamiya Siddiqui
- 2004: Ich & Du – Verrückt vor Liebe, Rolle: Rhea Prakash
- 2004: Yuva, Rolle: Sashi Biswas
- 2005: Die Schöne und der Geist, Rolle: Lachchi
- 2005: The Rising – Aufstand der Helden, Rolle: Heera
- 2006: Bis dass das Glück uns scheidet, Rolle: Maya Talwar
- 2007: Papa gibt Gas – Eine Familie ist nicht zu stoppen, Rolle: Radhika
- 2008: Ein Engel zum Verlieben, Rolle: Geeta
- 2009: Luck by Chance – Liebe, Glück und andere Zufälle, Rolle: Rani Mukerji
- 2009: Mein Herz ruft nach Liebe – Dil Bole Hadippa!, Rolle: Veera Kaur
- 2012: Meenakshi und der Duft der Männer, Rolle: Meenakshi Deshpande

Maggie Gyllenhaal
- 2004: Mona Lisas Lächeln, Rolle: Giselle Levy
- 2005: Liebe ist Nervensache, Rolle: Elaine
- 2006: World Trade Center, Rolle: Allison Jimeno
- 2007: Schräger als Fiktion, Rolle: Ana
- 2011: In guten Händen, Rolle: Charlotte Dalrymple
- 2012: Um Klassen besser, Rolle: Jamie Fitzpatrick
- 2013: White House Down, Rolle: Carol Finnerty
- 2014: Frank, Rolle: Clara
- 2014: The Honourable Woman (Miniserie), Rolle: Nessa Stein

Taraji P. Henson
- 2005: Hustle & Flow, Rolle: Shug
- 2006: Neue Liebe, neues Glück, Rolle: Nedra
- 2006: Smokin’ Aces, Rolle: Sharice Watters
- 2009–2010: Boston Legal (Fernsehserie), Rolle: Whitney Rome
- 2010: Date Night – Gangster für eine Nacht, Rolle: Detective Arroyo
- 2015–2020: Empire (Fernsehserie), Rolle: Cookie Lyon
- 2018: Chaos im Netz, Rolle: Yesss
- 2019: Was Männer wollen, Rolle: Alison Davis
- 2020: Coffee & Kareem, Rolle: Vanessa Manning

Kate Walsh
- 2008–2012: Grey’s Anatomy (Fernsehserie), Rolle: Dr. Addison Adrianne Forbes Montgomery (2. Stimme)
- 2011–2013: Private Practice (Fernsehserie), Rolle: Addison Forbes Montgomery (2. Stimme)
- 2012: Vielleicht lieber morgen, Rolle: Mrs. Kelmeckis
- 2014–2015: Bad Judge (Fernsehserie), Rolle: Rebecca Wright
- 2015: Undateable (Fernsehserie), Rolle: Kate
- 2017: #Realityhigh, Rolle: Dr. Fiona Shively

Judy Reyes
- 2002: Das größte Muppet Weihnachtsspektakel aller Zeiten, Rolle: Carla Espinosa
- 2003–2008, 2010–2011: Scrubs – Die Anfänger (Fernsehserie), Rolle: Carla Espinosa
- 2014–2016: Devious Maids (Fernsehserie), Rolle: Zoila Diaz
- 2017: The Circle, Rolle: Olivia Santos
- 2020: All Together Now, Rolle: Donna
- 2024: Schlaft gut, ihr fiesen Gedanken, Rolle: Gina

Navi Rawat
- 2004: O.C., California (Fernsehserie), Rolle: Theresa Diaz
- 2005–2010: Numbers – Die Logik des Verbrechens (Fernsehserie), Rolle: Amita Ramanujan
- 2009: FlashForward, Rolle: Maya
- 2010: Burn Notice (Fernsehserie), Rolle: Kendra
- 2010: Castle (Fernsehserie), Rolle: Rachel Walters

Erica Durance
- 2005–2011: Smallville (Fernsehserie), Rolle: Lois Lane
- 2015–2021: Supergirl (Fernsehserie), Rolle: Alura Zor-El / Noel Neill
- 2019–2022: Batwoman (Fernsehserie), Rolle: Lois Lane

Gina Torres
- 2005: Serenity – Flucht in neue Welten, Rolle: Zoë
- 2009: Firefly – Der Aufbruch der Serenity (Fernsehserie), Rolle: Zoë Washburne

Angie Harmon
- 2007–2008: Women’s Murder Club (Fernsehserie), Rolle: Lindsay Boxer
- 2012–2017: Rizzoli & Isles (Fernsehserie), Rolle: Jane Rizzoli

Lake Bell
- 2008: Love Vegas, Rolle: Tipper
- 2011: Little Murder – Spur aus dem Jenseits, Rolle: Corey Little

### Filme
- 2000: Kate Hudson in Tödliche Gerüchte, Rolle: Naomi Preston
- 2003: Jennifer Sky in Unsichtbare Augen, Rolle: Charlie
- 2003: Naomie Harris in 28 Days Later, Rolle: Selena
- 2003: Sanaa Lathan in Brown Sugar, Rolle: Sidney
- 2003: Joy Bryant in Honey, Rolle: Gina
- 2004: Elizabeth Marleau in Das geheime Fenster, Rolle: Juliet Stoker
- 2005: Brittany Murphy in Sin City, Rolle: Shellie
- 2005: Eva Green in Königreich der Himmel, Rolle: Sybilla
- 2006: Mary Lynn Rajskub in Little Miss Sunshine, Rolle: Pageant Assistant Pam
- 2006: Keri Russell in Mission: Impossible III, Rolle: Lindsey Farris
- 2006: Radha Mitchell in Silent Hill, Rolle: Rose Da Silva
- 2006: Paula Patton in Déjà Vu – Wettlauf gegen die Zeit, Rolle: Claire Kuchever
- 2006: Beyoncé in Der rosarote Panther, Rolle: Xania
- 2006: Gisele Bündchen in Der Teufel trägt Prada, Rolle: Serena
- 2006: Daniela Denby-Ashe in North & South, Rolle: Margaret Hale
- 2007: Nicollette Sheridan in Code Name: The Cleaner, Rolle: Diane
- 2009: Carice van Houten in Operation Walküre – Das Stauffenberg-Attentat, Rolle: Nina von Stauffenberg
- 2010: Paz Vega in Engel des Bösen – Die Geschichte eines Staatsfeindes, Rolle: Antonella D’Agostino
- 2011: Rosario Dawson in Der Zoowärter, Rolle: Kate
- 2011: Maya Rudolph in Brautalarm, Rolle: Lillian
- 2018: Catherine Keener in Die Unglaublichen 2, Rolle: Evelyn Deavor

### Serien
- 2001–2002: Disneys Wochenend-Kids, Rolle: Bree
- 2002: Akiko Yajima in Crayon Shin-Chan, Rolle: Shin Chan
- 2009: Kelly Carlson in Monk, Rolle: Lola
- 2003: Mina Meguro in Wolf’s Rain, Rolle: Schlangenbeschwörerin
- 2004–2005: Michiko Neya in Full Metal Panic! und Full Metal Panic? Fumoffu, Rolle: Sergeant Major Melissa Mao
- 2004, 2006–2010: Kelly Carlson in Nip/Tuck – Schönheit hat ihren Preis, Rolle: Kimber Henry
- 2005–2007: Vanessa Ferlito in CSI: New York, Rolle: Detective Aiden Burn
- 2005–2012: Nicki Aycox und Rachel Miner in Supernatural, Rolle: Meg Masters
- 2006: Leslie Bibb in Crossing Jordan – Pathologin mit Profil, Rolle: Tallulah „Lu“ Simmons
- 2006–2007: Rhona Mitra in Boston Legal, Rolle: Tara Wilson
- 2006–2007: Natashia Williams in She Spies – Drei Ladies Undercover, Rolle: Shane Phillips
- 2006–2008: Thea Gill in Queer as Folk, Rolle: Lindsay Peterson
- 2006–2020, seit 2023: A. J. Cook in Criminal Minds, Rolle: Jennifer „JJ“ Jareau
- 2007: Brigid Brannagh in Over There – Kommando Irak, Rolle: Vanessa Dumphy
- 2007: Jill Wagner in Blade – Die Jagd geht weiter, Rolle: Krista Starr
- 2007, 2010–2011: Ana Ortiz in Ugly Betty, Rolle: Hilda Suarez
- 2008: Tawny Cypress in K-Ville, Rolle: Ginger „Love Tap“ LeBeau
- 2008–2014: Tasia Valenza in Star Wars: The Clone Wars, Rolle: Shaak Ti (1. Stimme)
- 2009: Ion Overman in Desperate Housewives, Rolle: Maria Scott
- 2009: Pink in SpongeBob Schwammkopf, Rolle: sie selbst
- 2009–2010: Annie Wersching in 24, Rolle: Renee Walker
- 2011–2014: Jaime Murray in Warehouse 13, Rolle: Helena „H.G.“ Wells
- 2013: Franka Potente in Copper – Justice is brutal, Rolle: Eva Heissen

### Computerspiele
- 2008: Looney Tunes: Cartoon Conductor, Rolle: Tweety
- 2010: Two Worlds 2, Rolle: Dar Pha
- 2014: Kate Beckinsale in The Elder Scrolls Online, Rolle: Königin Ayrenn
- 2014: Karen Strassman in StarCraft II – Heart of the Swarm, Rolle: Izsha

## Hörbücher und Hörspiele (Auswahl)
- 2007: Klassentreffen von Simone van der Vlugt, Diana Verlag/Audible, 2007 (Hörbuch)
- 2008: Schattenschwester von Simone van der Vlugt, Diana Verlag/Audible, 2008 (Hörbuch)
- 2008: Die achte Karte (Sepulchre) von Kate Mosse, Droemer Knaur Verlag, München 2008
- 2009: Eve Dallas von J.D. Robb (Pseudonym von Nora Roberts), seit 2009 (Hörbücher)
- 2009: Lady Bedfort: Lady Bedfort und der Tod in den Highlands, Hörplanet, als Emily Keane (Hörspiel)
- 2009: Das Herz ihrer Tochter von Jodi Picoult (Hörbuch, gemeinsam mit Jens Wawrczeck, Marius Clarén, Anna Thalbach und Felicia Wittmann). Der Hörverlag, ISBN 978-3-86717-731-3
- 2009: Die Hexe von Yasmine Galenorn (Hörbuch, Schwestern des Mondes 1, Audible exklusiv)
- 2010: Jacob von Jacquelyn Frank: (Schattenwandler 1, Hörbuch, Audible exklusiv)
- 2011: Die Therapeutin von Camilla Grebe und Åsa Träff:, Random House Audio Köln, als MP3-Download, ungekürzt 683 min.
- 2011: Göttlich-Trilogie von Josephine Angelini
- 2012: CSI: Märchen – Die Morde in der Märchenwelt von Roland Griem, Dominik Kapahnke und Oliver Versch, mit Christoph Maria Herbst
- 2012: Feed: Viruszone von Mira Grant
- 2012: Deadline: Tödliche Wahrheit von Mira Grant
- 2013: Blackout: Kein Entrinnen von Mira Grant
- 2013: CSI: Märchen 2 – Neue Morde in der Märchenwelt von Roland Griem, Dominik Kapahnke und Oliver Versch, mit Christoph Maria Herbst
- 2013: Die drei ??? (Folge: 160 Geheimnisvolle Botschaften, Rolle: Barbara Mathewson)
- 2015: Die drei ??? (Folge: 178 Der gefiederte Schrecken, Rolle: Barbara Mathewson)
- 2015: Der lange Atem der Vergangenheit von Val McDermid;
- 2018: Sag niemals stirb von Tess Gerritsen
- 2018: Ewige Schuld von Linda Castillo, Argon Hörbuch
- 2018: Doggerland. Fehltritt von Maria Adolfsson, Hörbuch Hamburg, ISBN 978-3-8449-2001-7
- 2019: Death Note (Hörspielserie, nach der Mangaserie von Tsugumi Ōba und Takeshi Obata), Lübbe Audio (Download), ISBN 978-3-8387-9298-9
- 2020: Angst in deinen Augen von Tess Gerritsen, HarperCollins bei Lübbe Audio
- 2021: Die Schönste im ganzen Land von Serena Valentino, (Hörbuch-Download), der Hörverlag, ISBN 978-3-8445-4273-8
- 2021: Das Biest in ihm von Serena Valentino, (Hörbuch-Download), der Hörverlag, ISBN 978-3-8445-4274-5
- 2021: Die Einsame im Meer von Serena Valentino, (Hörbuch-Download), der Hörverlag, ISBN 978-3-8445-4275-2
- 2021: Villains 4: Das Geheimnis der Dunklen Fee von Serena Valentino, (Hörbuch-Download), der Hörverlag, ISBN 978-3-8445-4276-9
- 2021: Villains 5: Das verzauberte Haar von Serena Valentino, (Hörbuch-Download), der Hörverlag, ISBN 978-3-8445-4277-6
- 2021: Villains 6: Das Geheimnis der Schwestern von Serena Valentino, (Hörbuch-Download), der Hörverlag, ISBN 978-3-8445-4278-3
- 2021: Villains Collection von Serena Valentino, (Hörbuch-CD), der Hörverlag, ISBN 978-3-8445-4312-4
- 2022: Gezeitenmord (Teit und Lehmann ermitteln 1) von Dennis Jürgensen, (Hörbuch-Download), Argon Verlag, ISBN 978-3-7324-5761-8
- 2023: Daresh – Das Land der flüsternden Seen von Katja Brandis, Argon Verlag, ISBN 978-3-7324-0713-2 (Hörbuch-Download, Daresh 3)
- 2024: Blutige Verehrung von J. D. Robb, Audible-Studios (Hörbuch-Download, Eve Dallas 46)
- 2025: Old Bones – Das neunte Opfer von Douglas Preston & Lincoln Child, Argon Verlag, ISBN 978-3-7324-7804-0 (Hörbuch-Download, Ein Fall für Nora Kelly und Corrie Swanson, Band 4)